# Френк Майо
Френк Лорімер Майо (англ. Frank Lorimer Mayo; 28 червня 1889 — 9 липня 1963) — американський актор. З 1911 по 1949 рік він знявся в 310 фільмах.

## Біографія
Народився в Нью-Йорку, в родині актора Френка М. Мейо, помер у Лагуна-Біч, штат Каліфорнія, від серцевого нападу. Був одружений з акторкою Дагмар Годовскі з 1921 по 1926 рік. Шлюб був анульований у серпні 1926 року на тій підставі, що у Мейо була інша дружина.
Мейо поховали на кладовищі Форест-Лон в Лос-Анджелесі.

## Вибрана фільмографія
- 1918 — Людина, яка втручається в чужі справи / The Interloper
- 1923 — Продажні душі
- 1942 — Янкі Дудл Денді